# Giganotosaurus
Giganotosaurus (Z řečtiny – obří jižní ještěr) byl rod obřího teropodního dinosaura z čeledi Carcharodontosauridae. Byl jedním z největších masožravých dinosaurů (teropodů), známým podle dobře zachované kostry i s částmi lebky. Tento obří dravec žil asi před 98 až 96 miliony let na území dnešní Argentiny a jeho fosilie byly objeveny v sedimentech souvrství Candeleros. Byl objeven automechanikem a sběratelem zkamenělin Rubenem Carolinim v roce 1993 a popsán o dva roky později podle kostry kompletní asi ze 70 %. Dnes je obvykle považován za jednoho z největších známých teropodů (viz také Velikost dinosaurů).

## Rozměry

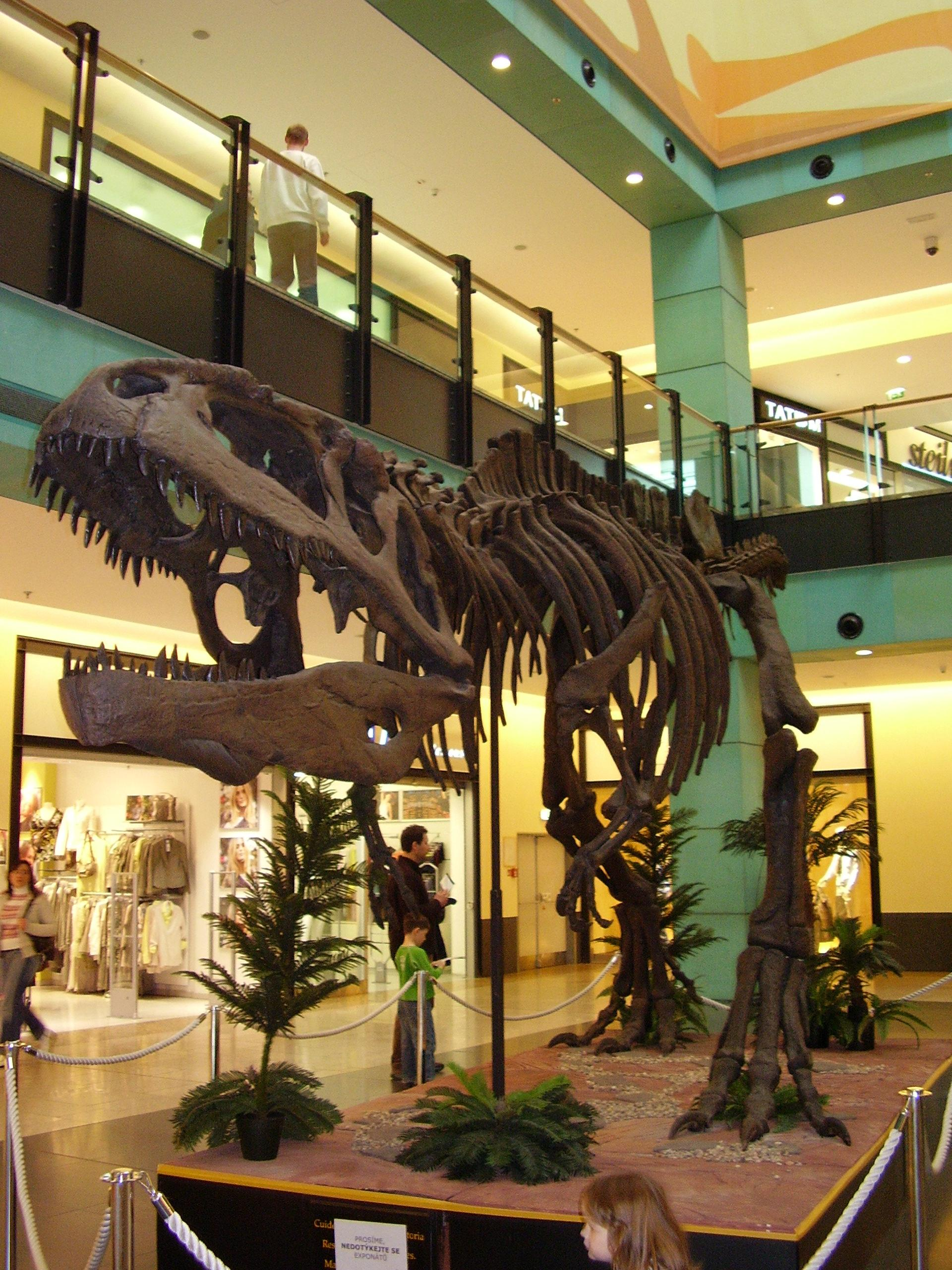
Kostra giganotosaura - frontální pohled

Giganotosaurus pomyslně soupeří s geologicky mladším tyranosaurem v rámci neoficiální tabulky velikosti masožravých dinosaurů. Giganotosaurus měl celkově delší lebku (169 cm, ale někteří jedinci možná až 195 cm), délku asi 13,2 metru a hmotnost okolo 6100 až 8300 kilogramů – největší dobře známý jedinec tyranosaura má délku 12,3 metru. Přesto nemusel být G. carolinii nutně těžší než největší jedinci druhu T. rex. Druh Giganotosaurus carolinii byl v každém případě jedním z pěti dnes známých největších teropodních dinosaurů.
Na druhou stranu, mozek giganotosaura byl asi o polovinu menší, než u vývojově pokročilejšího celurosauridního teropoda tyranosaura. Giganotosaurus měl sice lebku téměř až o čtvrtinu delší než tyranosaurus, ale bývalý rekordman ji měl na rozdíl od větších teropodů jako byl Giganotosaurus či Spinosaurus relativně mohutnější a mnohem odolnější.[zdroj⁠?!] Na rozdíl od giganotosaura mohl tyranosaurus kromě rvaní masa i drtit kosti, a kvůli celkově větší mohutnosti a inteligenci byl tak tyranosaurus mnohem nebezpečnějším predátorem.[zdroj⁠?!]
V roce 2006 byl na základě fosilií objevených v letech 1995 a 1997 až 2001 popsán nový druh velmi blízce příbuzného teropoda, který dostal vědecké jméno Mapusaurus roseae. Ten patrně dorůstal délky až v rozmezí 12,2–12,6 metru, mohl však být celkově mohutnější. Běžně velké exempláře však velikost holotypu druhu Giganotosaurus carolinii nepřekonávají.
Podle vědecké studie, publikované v září roku 2020, činila hmotnost tohoto dinosaura asi 5508 až 6130 kilogramů. Podle jiné odborné práce z roku 2021 měřil nejdelší známý a detailněji popsaný exemplář 13,0 metru a zaživa vážil asi 7193 kilogramů. Odhady na základě objemu těla udávají ještě mírně více, zhruba kolem 8170 kg.

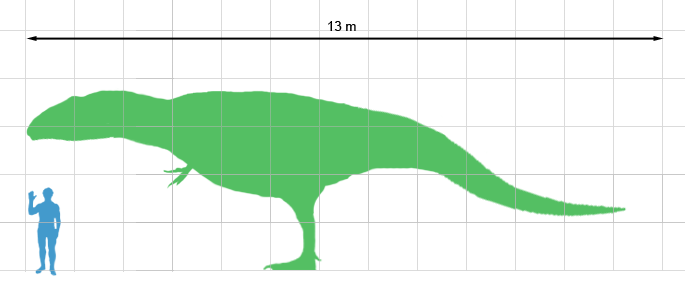
Srovnání velikosti dospělého člověka a giganotosaura

## Paleobiologie a paleoekologie
Paleontologové Blanco a Mazzetta publikovali v roce 2001 biomechanickou studii, týkající se lokomoce (pohybových schopností) giganotosaura. Podle jejich výsledků dokázal tento obří teropod i při své hmotnosti v řádu 5–8 tun dosáhnout alespoň na krátkou vzdálenost rychlosti až 14 m/s (50,4 km/h). Tím by nepochybně patřil k nejrychlejším velkým teropodům. Pokud by byl tento výpočet pravdivý, pak by obří dravec běhal skoro o 6 km/h rychleji, než kolik zvládnou nejrychlejší lidští sprinteři, jako je například Usain Bolt.
Tento obří teropod obýval ekosystémy, které sdílel také s ještě podstatně většími sauropody, jako byl například dosud nepopsaný obří titanosaur, jehož objev byl oznámen začátkem roku 2021.

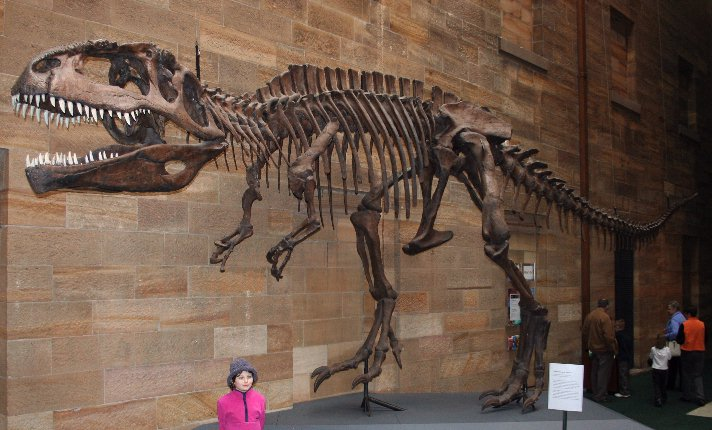
Replika kostry obřího teropoda giganotosaura

## Klasifikace
Giganotosaurus patří spolu s příbuznými rody Tyrannotitan, Mapusaurus a Carcharodontosaurus do čeledi Carcharodontosauridae. Giganotosaurus a Mapusaurus byli navíc zařazeni do samostatné podčeledi Giganotosaurinae paleontology Coriou a Curriem v roce 2006, neboť sdílejí více vzájemných společných znaků než s ostatními příslušníky čeledi.

## V populární kultuře
Giganotosaurus se objevuje především v části části Země obrů ze seriálu Putování s dinosaury: Gigantičtí ještěři s Nigelem Marvenem. Zde je ukázáno, že smečky giganotosaurů loví mladé argentinosaury. Dále se vyskytuje i ve čtvrtém díle třetí série populárního sci-fi seriálu Pravěk útočí (Primeval), kde se dostane trhlinou času do současnosti, pozře Nigela Marvena a napadne letadlo. Objevil se také ve filmu Jurský svět: Nadvláda, kde zastává pozici hlavního dinosauřího „záporáka“. Často dochází k omylu a jméno Giganotosaurus je zaměňováno s rodovým jménem Gigantosaurus (což je pochybný taxon, náležející nepříliš dobře známému sauropodovi z Anglie). Tento teropod se objevil také v dokumentu Dinosauří giganti z Patagonie.

### Česká literatura
- SOCHA, Vladimír (2021). Dinosauři – rekordy a zajímavosti. Nakladatelství Kazda, str. 42-43.